# Enlightened Sound Daemon
Em computação, o Enlightened Sound Daemon (ESD ou EsounD) foi o servidor de som do Enlightenment e do GNOME. Esound é um pequeno daemon de som para Linux e UNIX. O ESD foi criado para fornecer uma interface consistente e simples para o dispositivo de áudio, portanto, os aplicativos não precisam ter suporte de driver escrito em cada arquitetura. Ele também foi projetado para melhorar os recursos de dispositivos de áudio, como permitir que mais de um aplicativo compartilhe um dispositivo aberto. O ESD realiza essas tarefas enquanto permanece transparente para o aplicativo, o que significa que o desenvolvedor do aplicativo pode simplesmente fornecer suporte para o ESD e permitir que ele faça o resto. Além disso, a API foi projetada para ser muito semelhante à API do dispositivo de áudio atual, facilitando o porte para o ESD.
O ESD misturará a saída de áudio simultânea de vários programas em execução e emitirá o fluxo resultante para a placa de som.
O ESD também pode gerenciar áudio em rede de forma transparente. Como tal, um aplicativo que ofereça suporte a ESD pode transmitir áudio pela rede para qualquer computador conectado que esteja executando um servidor ESD.
O ESD foi mantido como parte do projeto GNOME, mas a partir de abril de 2009, todos os módulos ESD no GNOME foram portados para libcanberra para sons de eventos ou GStreamer/PulseAudio para todo o resto.
O PulseAudio 2.0 não suporta mais o ESounD.